# Zufre
Zufre és un poble de la província de Huelva (Andalusia), que pertany a la comarca de Sierra de Huelva. El 2010 tenia 940 habitants. La seva extensió superficial és de 341 km² i té una densitat de 2,76 hab/km². Està situada a una altitud de 450 msm i a 131 kilòmetres de la capital de província, Huelva, dins del Parc Natural de la Sierra de Aracena y Picos de Aroche.
Rl topònim del municipi prové de la paraula àrab "Sufre" (tribut), i té el traçat clàssic de les antigues viles islàmiques. Del seu patrimoni artístic destaca l'edifici de l'ajuntament de 1570.

## Demografia
| 1996 | 1998 | 1999 | 2000 | 2001 | 2002 | 2003 | 2004 | 2005 | 2006 |
| ---- | ---- | ---- | ---- | ---- | ---- | ---- | ---- | ---- | ---- |
| 1146 | 1097 | 1112 | 1054 | 1017 | 976  | 910  | 913  | 968  | 995  |

## Història
El 4 de novembre de 1937, 25 dones del municipi foren detingudes sota l'acusació d'auxiliar als fugitius, i en aplicació del "ban de guerra", foren carregades en un camió que les va dur al cementiri d'Higuera de la Sierra, on foren despullades, untades en oli, assotades i afusellades al mur del cementiri. Conegudes com "Las 25 rosas de Zufre", encara estan enterrades en una fosa comuna.